# Eberard de Francònia
Eberard (vers 885-939) fou un membre de la dinastia Conradina, que es va convertir en duc de Francònia després de la mort del seu germà gran, el rei Conrad I el desembre del 918. De 913 que va ser comte a Hessengau i Persgau, el 918 comte a Oberlahngau, 914 a 918 marcgrave, i finalment fins a la seva mort, duc de Francònia. De 926 a 928 se suposa que fou al mateix temps duc de Lotaríngia, si bé no és segur que el duc nomenat per Enric I l'Ocellaire fos el mateix personatge, ja que podria ser també un comte de l'Hamalant o del Salland.
En el seu llit de mort, el desembre de 918, el rei Conrad va persuadir a Eberard a renunciar a l'ambició de la corona alemanya i els prínceps electors van triar per l'imperi a Enric I l'Ocellaire, duc de Saxònia, com el seu successor en la dieta del maig de 919 a Fritzlar. Conrad considerava aquesta l'única manera per posar fi a la llarga disputa entre els francs i els saxons i prevenir la dissolució de l'imperi en estats més petits creats sobre la base dels ducats tribals alemanys.
Eberard va romandre lleial al rei Enric I, i el 926 aquest se suposa que li va conferir el ducat de Lotaríngia, agitat i inquiet (926-928) i que Eberard ràpidament va estabilitzar.
Després de la mort d'Enric, aviat va entrar en conflicte amb el seu fill i successor, l'emperador Otó I. Eberard va atacar el 937 el castell de Helmern prop de Peckelsheim, situat al ducat de Francònia, prop de la frontera saxona, però amb una guarnició saxona que es va negar a jurar fidelitat a qualsevol no-saxó. L'emperador va cridar a les parts enfrontades a la cort reial a Magdeburg on Eberard va ser condemnat a pagar una multa i els seus lloctinents van ser condemnats a arrossegar gossos morts en públic, un càstig particularment deshonrós. Enfurismat, Eberard es va unir als opositors d'Otó, aixecant una rebel·lió el 938 amb el germanastre d'Otó Thankmar i el nou duc de Baviera, Eberard (fill d'Arnulf de Caríntia). Thankmar va morir aviat en batalla, i Eberard de Baviera va ser deposat i substituït pel seu oncle Bertold com a duc (938-945). Després d'una breu reconciliació amb Otó, Eberard es va aliar amb Gislebert de Lotaríngia, l'arquebisbe Frederic de Magúncia, i Enric, el germà petit d'Otó, en una nova insurrecció. El 23 d'octubre de 939 dels rebels van ser derrotats en la batalla d'Andernach. Eberard de Franconia va morir, i el seu ducat va convertir en una possessió imperial des de 939 a 1024.